# دهستان تاشیچولینگ
دهستان تاشیچولینگ (به لاتین: Tashicholing Gewog) یک دهستان در کشور بوتان است که در ناحیهٔ سامتس واقع شده‌است. دهستان تاشیچولینگ ۲۷٫۶۷ کیلومتر مربع مساحت و ۴٬۰۸۷ نفر جمعیت دارد.